# Мулик, Джордж
Джордж Хенри Мулик (англ. George Henry Moolic; 12 марта 1867, Лоренс, Массачусетс — 19 февраля 1915, там же) — американский бейсболист, играл на позициях кэтчера и аутфилдера. В 1886 году играл в чемпионате Национальной лиги в составе клуба «Чикаго Уайт Стокингс».

## Биография
Джордж Мулик родился 12 марта 1867 года в Лоренсе в штате Массачусетс. По ходу своей карьеры он также был известен под прозвищем «Прюнс» (англ. Prunes), происхождение которого не выяснено. В молодости он был успешным боксёром. Первым бейсбольным клубом в карьере Мулика стали «Лоренс Вашингтонс», за которых он играл с 1883 по 1885 год. В конце сезона 1885 года он также выступал за команду из Меридена в Коннектикутской лиге.
В 1886 году Мулик присоединился к клубу Национальной лиги «Чикаго Уайт Стокингс». Он выходил на поле в составе батареи с питчером Джоко Флинном, также уроженцем Лоренса. Главного тренера клуба Кэпа Энсона не устраивала слабая игра Мулика на бите и по ходу сезона он был переведён в запас. Мулик оказался единственным игроком «Уайт Стокингс», не поехавшим с командой на выездные игры финальной серии сезона против «Сент-Луиса».
В последующие несколько лет он играл за различные клубы младших лиг, в сезоне 1889 года был играющим тренером команды из Норуолка, выступавшей в чемпионате Атлантической ассоциации. В 1892 году Мулик завершил карьеру и открыл таверну в Лоренсе.
Джордж Мулик скончался 19 февраля 1915 года. Причиной смерти стало длительное носовое кровотечение, начавшееся после переливания неподходящей крови во время хирургической операции.